# Văn phòng công chứng
Theo quy định tại khoản 5 Điều 2 Luật Công chứng 2014, tổ chức được phép hành nghề công chứng gồm: Phòng công chứng và Văn phòng công chứng.
Văn phòng công chứng hoạt động theo quy định của Luật công chứng do Quốc hội Nhà nước XHCN Việt Nam bàn hành ngày 20/06/2014 và và các văn bản quy phạm pháp luật khác có liên quan

## Cơ cấu tổ chức
Căn cứ Điều 22 Luật Công chứng 2014, văn phòng công chứng có những đặc điểm sau:
- Phải có từ hai Công chứng viên hợp danh trở lên
- Không có thành viên góp vốn
- Phải địa chỉ trụ sở cụ thể, có nơi làm việc cho Công chứng viên và người lao động, có nơi tiếp người yêu cầu công chứng và nơi lưu trữ hồ sơ công chứng
- Tên gọi phải gồm cụm từ "Văn phòng công chứng" kèm theo họ tên của Trưởng Văn phòng hoặc họ tên của một Công chứng viên hợp danh khác do các Công chứng viên hợp danh thỏa thuận
- Có con dấu và tài khoản riêng, hoạt động theo nguyên tắc tự chủ về tài chính bằng nguồn thu từ phí công chứng, thù lao công chứng và các nguồn thu hợp pháp khác
- Được khắc và sử dụng con dấu không có hình quốc huy sau khi có quyết định cho phép thành lập